# دیرک لوتسی
دیرک لوتسی (هلندی: Dirk Lotsij; ۳ ژوئیهٔ ۱۸۸۲ – ۲۷ مارس ۱۹۶۵) بازیکن فوتبال اهل هلند بود.